# Liste de jeux WonderSwan Color

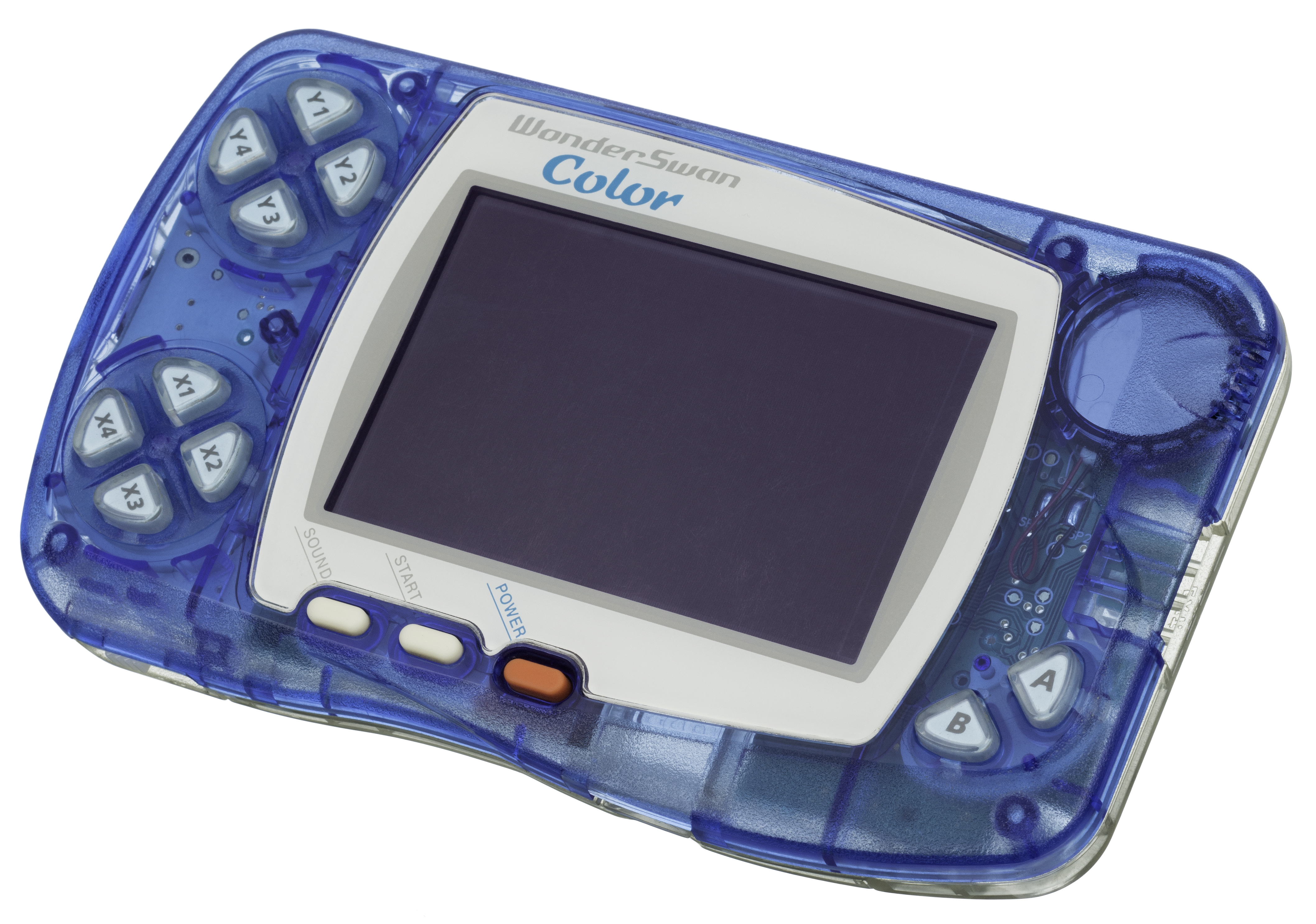
WonderSwan Color

Voici la liste des jeux pour la WonderSwan Color de Bandai, classés par ordre alphabétique.
- Haut – A
- B
- C
- D
- E
- F
- G
- H
- I
- J
- K
- L
- M
- N
- O
- P
- Q
- R
- S
- T
- U
- V
- W
- X
- Y
- Z

## A
- Another Heaven: Memory of Those Days
- Arc the Lad

## B
- Baku Jongg
- Battle Spirits: Digimon Frontier
- Blue Wing Blitz

## D
- Dark Eyes: BattleGate
- Dice de Chocobo (annulé)
- Dicing Knight Period
- Digimon Adventure 02: D1 Tamers
- Digimon Card Game Ver. WS
- Digimon Tamers: Battle Spirit
- Digimon Tamers: Battle Spirit Ver. 1.5
- Digimon Tamers: Brave Tamer
- Digimon Tamers: Digimon Action
- Digimon Tamers: Digimon Medley
- Digital Monsters: D-Project
- Dokodemo Hamster 3
- Dragon Ball

## F
- Final Fantasy
- Final Fantasy II
- Final Fantasy III (annulé)
- Final Fantasy IV
- Final Lap Special
- Flash Koibito-Kun
- Front Mission

## G
- Gekitou! Crush Gear Turbo: Gear Champion League
- Gensoumaden Saiyuuki: Retribution
- Ghost Panic
- Golden Axe
- Granstar Chronicle
- Guilty Gear Petit
- Guilty Gear Petit 2
- Gunpey EX

## H
- Hanjuku Hero
- Higashikaze Shou
- Hunter X Hunter: GI
- Hunter X Hunter: Michikareshi Mono
- Hunter X Hunter: Sorezore no Ketsui

## I
- Inu-Yasha
- Inuyasha 2
- Inuyasha: Fuuun Emaki
- Inuyasha: Kagome no Sengoku Yume Hiki

## J
- Judgement Silversword -Rebirth Edition-

## K
- Kidou Senshi Gundam Seed
- Kidou Senshi Gundam Vol. 1 SIDE7
- Kidou Senshi Gundam Vol. 2 Jaburo
- Kidou Senshi Gundam Vol. 3
- Kidou Senshi Gundam: Giren no Yabou
- Kinnikuman Nisei: Choujin Seisenshi
- Kinnikuman Nisei: Dream Tag Match
- Kurupara

## L
- Last Alive

## M
- Makai Toushi SaGa
- Marie to Elie no Atelier
- Meitantei Conan: Yuugure Oujo
- Memories Off Festa
- Mikeneko Holmes: Ghost Head
- Mr. Driller

## N
- Namco Super Wars
- Naruto: Konoha Ninpouchou

## O
- Ochisuzume
- One Piece Grand Battle
- One Piece: Chopper no Daibouken
- One Piece: Niji no Shima Densetsu
- One Piece: Swan Colosseum
- One Piece: Treasure Wars
- One Piece: Treasure Wars 2

## P
- Pocket no Chuu no Doraemon
- Princess Maker: Yumemiru Yousei

## R
- Rhyme Rider Kerorican
- Riviera: The Promised Land
- Rockman EXE N1 Battle
- Rockman EXE WS
- Romancing SaGa
- Run=Dim

## S
- Secret Of Mana (annulé)
- SD Gundam Eiyuuden: Kishi Densetsu
- SD Gundam Eiyuuden: Musha Densetsu
- SD Gundam G Generation: Gather Beat 2
- SD Gundam G Generation: Mono-Eye Gundams
- SD Gundam: Operation U.C.
- Seitoushi Seiya: Ougon Densetsuhen Perfect Edition
- Senkai Houshin
- Shaman King: Mirai e no Ishi
- Soroban Gu
- Star Hearts
- Super Robot Taisen Compact
- Super Robot Taisen Compact 2
- Super Robot Taisen Compact 3

## T
- Terrors 2
- Tetris
- Tonfusu

## U
- Uchuu Senkan Yamato
- Ultraman

## W
- Wild Card
- With You: Mistume Teitai
- Wizardry
- Wonder Classic

## X
- X: Card of Fate
- XI sai

## Y
- Yakusoku no Chi Riviera

## Z
- Haut – A
- B
- C
- D
- E
- F
- G
- H
- I
- J
- K
- L
- M
- N
- O
- P
- Q
- R
- S
- T
- U
- V
- W
- X
- Y
- Z